# Casa Perin
La Casa Perin és una obra de Cardedeu (Vallès Oriental) protegida com a Bé Cultural d'Interès Local.

## Descripció
Edifici entre mitgeres de planta rectangular i a diferents nivells, amb planta baixa i pis a la façana principal i planta baixa, pis i golfes a la façana posterior. La coberta és de teula àrab i de dos aiguavessos amb carener paral·lel a la façana principal.
La façana principal té un sol eix de composició vertical descentrat. A la planta baixa hi ha un gran portal d'arc de mig punt adovellat amb grans blocs de pedra granítica. A sobre hi ha una finestra rectangular amb ampit motllurat i llinda i brancals de pedra, també granítica. Remata la façana el ràfec, amb una filada d'imbricacions imitant escates de peix.
A la façana posterior hi ha un cobert adossat amb una coberta a un sol aiguavés. Completa el conjunt un altre volum a la part posterior i separat pel pati, amb planta baixa, pis i coberta a una vessant.
El parament de l'immoble és arrebossat.

## Història
No hi ha notícies documentals sobre els orígens de l'immoble, tot i que hi ha documents notarials del 1700 i 1766 que descriuen algunes cases del carrer, una de les quals podria ser la casa Perin.